# Renault Type NS
Der Renault Type NS war ein Personenkraftwagenmodell der Zwischenkriegszeit von Renault. Er wurde auch 15 CV genannt.

## Beschreibung
Die nationale Zulassungsbehörde erteilte am 5. Januar 1925 seine Zulassung. Als Variante von Renault Type NE und Renault Type NO mit besonders niedrigem Fahrgestell hatte das Modell weder Vorgänger noch Nachfolger. 1926 endete die Produktion.
Der wassergekühlte Vierzylindermotor mit 85 mm Bohrung und 140 mm Hub hatte 3178 cm³ Hubraum. Die Motorleistung wurde über eine Kardanwelle an die Hinterachse geleitet. Die Höchstgeschwindigkeit war mit 63,4 km/h angegeben.
Der Wendekreis war mit 13 Metern angegeben. Das Fahrgestell wog 1080 kg. Überliefert ist nur Limousine. Der Preis für ein Fahrgestell lag mit 38.500 Franc rund 30 % über dem Preis für ein gewöhnliches Fahrgestell.